# Gare de La Forêt-du-Cranou
La gare de La Forêt-du-Cranou est une gare ferroviaire française fermée, de la ligne de Savenay à Landerneau, située sur le territoire de la commune d’Hanvec, à proximité de Daoulas, dans le département du Finistère en région Bretagne.
Arrêt ouvert, à une date inconnue (elle existe déjà en 1905/1907), devenu une halte voyageurs fermée dans les années 1970. En 2014, le quai est toujours présent au passage à niveau n°546.

## Situation ferroviaire
Établie à 101 mètres d'altitude, la halte de La Forêt-du-Cranou est située au point kilométrique (PK) 736,600 de la ligne de Savenay à Landerneau, entre les gares de Quimerc'h (fermée) et d'Hanvec (fermée). En direction de Quimper, la gare ouverte la plus proche est celle de Pont-de-Buis et celle de Dirinon en direction de Landerneau.
Cette halte est située au passage à niveau n°546.

## Histoire
En 1869, le conseil général émet un vœu pour que la Compagnie du chemin de fer de Paris à Orléans (PO) établisse une station ou une simple halte à la sortie du tunnel de Niez-Vran. Cette demande s'appuie sur une décision de la commission d'enquête dont l'objet d'étude est la situation des stations de l'embranchement de Quimper. Celle-ci a conclu que ce « pays déshérité » a besoin d'une halte pour les relations nécessaires avec Brest d'un petit port et pour les nombreux pèlerins qui fréquentent plusieurs fois par an les fêtes patronales du bourg de Rumengol. Cette demande d'une station ayant été rejetée, par le conseil général des Ponts-et-Chaussées, le conseil fait un autre vœu pour l'établissement d'une halte. En 1872 la Compagnie du PO répond par la négative en indiquant que le refus du conseil était également valable pour une halte.
En été 1956, cette halte n'est desservie l'été que le dimanche, par trois trains par jour, « à titre d'essai ».
En 1957, la halte de La Forêt du Cranou est présente, au PK 736.6, entre la gare d'Hanvec et le tunnel de Niez-Vran, sur le carnet de profil de la région Ouest SNCF.
Le service des voyageurs est fermé au cours des années 1970.

## Patrimoine ferroviaire
Les seuls éléments subsistants visibles sont le quai et le bâtiment du garde barrière au passage à niveau n°546.